# Rere (Nouvelle-Zélande)
Rere est une petite localité formée d’une communauté située du nord-est de l’île du Nord de la Nouvelle-Zélande.

## Situation
Elle est localisée dans la partie supérieure de la vallée de la rivière  Wharekopae, dans un pays reculé, au pied de la chaîne de Huiarau (en), à l’intérieur du pays par rapport à la ville de Gisborne. 
Elle est réputée pour les chutes de «Rere Falls» et les reliefs de «Rere Rock Slide», tous les deux sur le cours de la rivière Wharekopae.

## Paysages
Les chutes de «Rere Falls» bien que pas très élevée de 5 m, sont très pittoresques s’étalant sur 20 m de large.
Il est possible de se promener dessous les cascades d’eau, bien que les roches y soient très glissantes.
«Rere Rock Slide» a été inclus par l’Automobile club de la Nouvelle-Zélande (en) comme l’une des «101 visites qui doivent être parcourus par les  Kiwis»  . 
C’est une formation rocheuse naturelle, érodée de 60 m de long, avec une angulation de 30°, sur laquelle, les eaux de la rivière ‘Wharekopae’ se précipite comme dans un toboggan géant.
Avec un peu d’habileté, il peut être descendu en glissant dans un ‘boogie boards’, un pneu ou engin analogue.